# L'Homme nu. La dictature invisible du numérique
Pour les articles homonymes, voir L'Homme nu (homonymie).
L'Homme nu. La dictature invisible du numérique est un essai français de Marc Dugain avec Christophe Labbé (journaliste d'investigation au Point) publié en avril 2016,.
Les sujets abordés sont les données numériques, et les dérives possibles comme Big Brother et la surveillance globale, le ciblage comportemental, les usages du Big data, la stratégie de Google ou Facebook, les libertés sur Internet, et les liens entre vie privée et informatique,.

## Filmographie
- Interview de Marc Dugain et de Christophe Labbé, le 23 avril 2016 dans l'émission On n'est pas couché (France 2)